# Nerses
Nerses (Nerses I Sebastatsi, (orm.) Ներսէս Ա. Սեբաստացի) – duchowny Apostolskiego Kościoła Ormiańskiego, w latach 1648–1654 jeden z patriarchów tego Kościoła, Patriarcha-Katolikos Wielkiego Domu Cylicyjskiego, wcześniej biskup Sebasty.